# Aname diversicolor
Aname diversicolor là một loài nhện trong họ Nemesiidae.